# James Earl Ray
James Earl Ray (Alton, 10 marzo 1928 – Nashville, 23 aprile 1998) è stato un criminale statunitense di origini irlandesi, riconosciuto colpevole dell'assassinio del leader americano dei diritti civili Martin Luther King e presunto affiliato a Cosa nostra statunitense .

## Biografia
Nato in una famiglia cattolica di origini irlandesi, lasciò la scuola all'età di 12 anni e si arruolò nell'esercito americano durante la seconda guerra mondiale, ma venne congedato nel 1948, poiché ritenuto inadatto all'ambiente militare. Ray fu incriminato, nel 1949, per il suo primo reato, un furto con scasso in California. Nel 1952 fu condannato a due anni per rapina a mano armata di un conducente di taxi in Illinois. Nel 1955 fu condannato per frode postale. Dopo un'ulteriore rapina a mano armata in Missouri nel 1959, Ray fu condannato a venti anni di carcere in quanto habitual offender. Nel 1967 riuscì a evadere in un camioncino per il trasporto del pane. Nel 1968 uccise Martin Luther King. Il 10 marzo 1969 venne condannato a 99 anni di reclusione. Il 10 giugno 1977 Ray e altri 6 carcerati evasero dal penitenziario di stato Brushy Mountain (a Petros, in Tennessee). I sette furono ritrovati tre giorni dopo e ricondotti nella prigione di Petros.

### L'assassinio di Martin Luther King
Il 4 aprile 1968 risale l'omicidio, avvenuto a Memphis, Tennessee fuori dal Lorraine Motel, mentre Martin Luther King era affacciato sulla terrazza della camera 306 del secondo piano del hotel. Nelle settimane successive, Ray riuscì a lasciare il Paese per recarsi nel Regno Unito con un falso passaporto canadese: fu arrestato all'Aeroporto di Londra-Heathrow ed estradato in Tennessee.
Nel 1997 James lowson visitò in prigione Ray e gli chiese se fosse stato veramente lui ad uccidere King, e la sua risposta fu che era innocente.[185] Nel dicembre del 1999 una giuria decretò che King fu vittima di una cospirazione che includeva Loyd Jowers,[186] proprietario del Jim Grill,[187] ristorante situato nei pressi del hotel dove è stato ucciso. Egli durante il processo ritirò le affermazioni fatte nel 1983 alla televisione ABC[181] e fu condannato al pagamento della somma di 100 dollari alla famiglia King. Ray sostenne di aver incontrato un uomo che si faceva chiamare "Raoul"[188] e che sarebbe stato coinvolto nella cospirazione per uccidere M. L. King.

### Morte
Ray morì il 23 aprile 1998, all'età di 70 anni, in un carcere di massima sicurezza a causa di una malattia renale e di un'insufficienza epatica causata dall'epatite C, dopo aver lottato quasi trent'anni per chiedere ai magistrati la revisione del processo.